# Rudjakovia
Rudjakovia is een geslacht van neteldieren uit de familie van de Agalmatidae.

## Soort
- Rudjakovia plicata Margulis, 1982